# Longueil
Longueil ist eine französische Gemeinde mit 508 Einwohnern (Stand 1. Januar 2022) im Département Seine-Maritime in der Region Normandie (vor 2016 Haute-Normandie). Sie gehört zum Arrondissement Dieppe und ist Teil des Kantons Dieppe-1 (bis 2015 Offranville). Die Einwohner werden Longueillais genannt.

## Geografie
Longueil liegt etwa zehn Kilometer westsüdwestlich von Dieppe nahe der Alabasterküste des Ärmelkanals. Durch die Gemeinde fließt der Saâne. Umgeben wird Longueil von den Nachbargemeinden Quiberville im Norden und Nordwesten, Sainte-Marguerite-sur-Mer im Norden, Varengeville-sur-Mer im Osten und Nordosten, Ouville-la-Rivière im Süden und Südosten, Saint-Denis-d’Aclon im Süden sowie Le Bourg-Dun im Westen.

## Bevölkerungsentwicklung
| 1962                      | 1968 | 1975 | 1982 | 1990 | 1999 | 2006 | 2013 |
| ------------------------- | ---- | ---- | ---- | ---- | ---- | ---- | ---- |
| 604                       | 620  | 618  | 579  | 516  | 513  | 541  | 581  |
| Quelle: Cassini und INSEE |      |      |      |      |      |      |      |

## Sehenswürdigkeiten
- Kirche Saint-Pierre, seit 1976 Monument historique

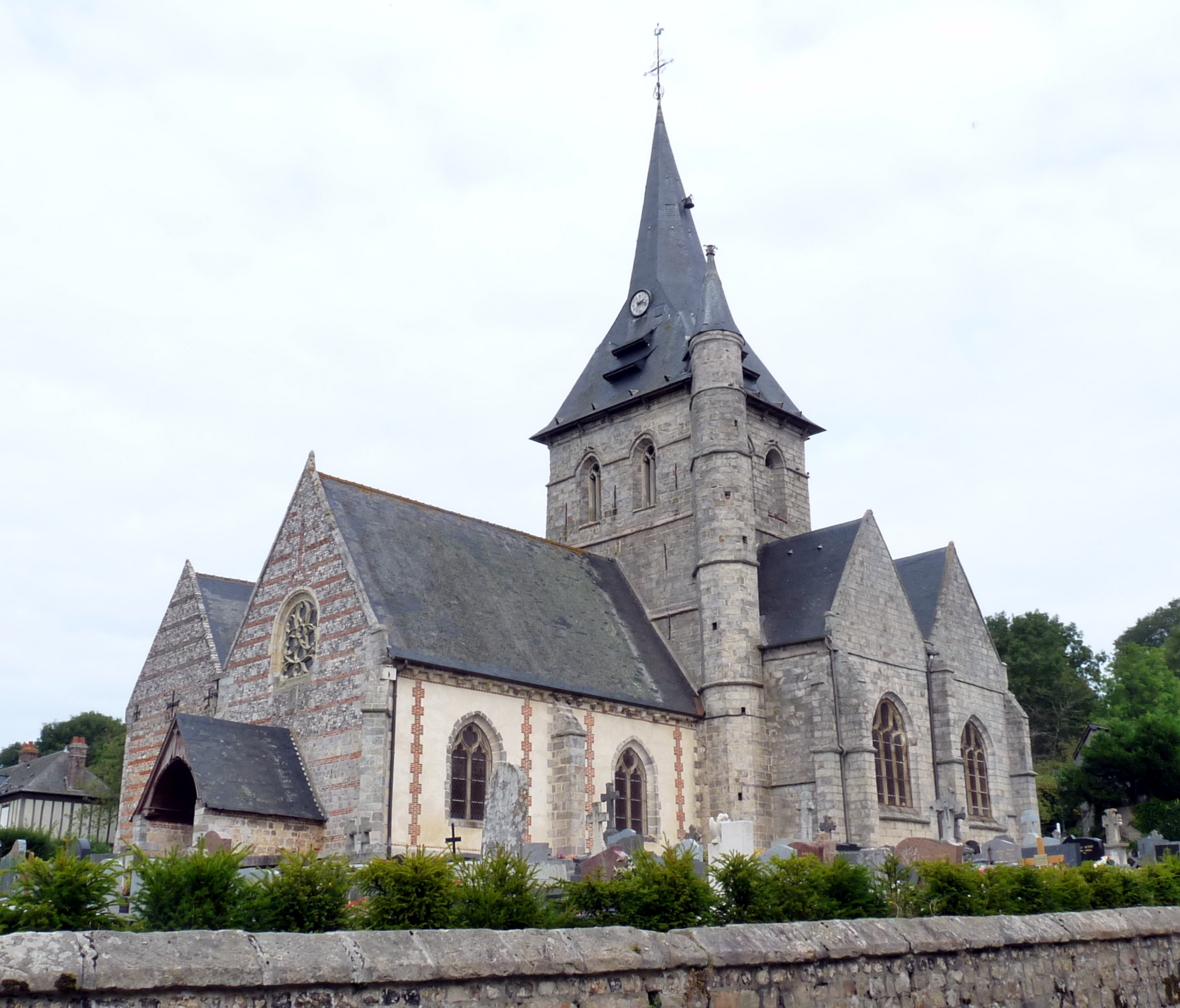
Kirche Saint-Pierre